# Démètre Doukas Cabasilas
Pour les articles homonymes, voir Cabasilas.
Démètre Doukas Cabasilas (ou Demetrios Doukas Kabasilas ; en grec : Δημήτριος Δούκας Καβάσιλας) était un fonctionnaire et magnat byzantin de la seconde moitié du XIVe siècle.
Il soutint Jean VI Cantacuzène durant la deuxième guerre civile de Byzance (1341-1347), qui opposait ce dernier, désigné régent, aux tuteurs de Jean V Paléologue, trop jeune pour régner. Il fut contraint de fuir Thessalonique en 1342, lorsque les Zélotes anti-aristocratiques prirent le pouvoir dans la ville. Les opposants de Cantacuzène le capturèrent et l'emprisonèrent, mais, après la victoire du régent en 1347, il fut libéré et récompensés par l'obtention de terres à Kalamaria et du titre de megas papias,. Ses origines exactes, en particulier son utilisation du nom « Doukas », sont peu claires ; son père se nommait probablement Georges Cabasilas. Dans les documents qui attestent de sa carrière, Démètre semble avoir été associé à l'armée. Il fut promu megas archon en 1369 et une lettre de Démètre Kydones lui est adressée en 1386/1387. 
Cabasilas épousa Anna Laskarina et eut deux fils, dont l'un fut le grand propriétaire Manuel Cabasilas.